# Kristallvaxskinn
Kristallvaxskinn (Phlebia livida) är en svampart som först beskrevs av Christiaan Hendrik Persoon, och fick sitt nu gällande namn av Giacopo Bresàdola 1897. Kristallvaxskinn ingår i släktet Phlebia och familjen Meruliaceae.  Arten är reproducerande i Sverige. Inga underarter finns listade i Catalogue of Life.